# Copa de la Liga de Inglaterra 2023-24
La Copa de la Liga de Inglaterra 2023-24, también conocida como «Carabao Cup 2023-24» por motivos de patrocinio, fue la temporada número 64 de la Copa de la Liga de Inglaterra. La competición estuvo abierta a todos los clubes que participaron en la Premier League y la English Football League. 
El campeón de esta edición fue el Liverpool F.C., quien obtuvo un cupo a la ronda de play-offs de la Liga Conferencia de la UEFA 2024-25.

## Acceso
Los 92 clubes de la Premier League y la English Football League ingresarán a la Copa EFL de la temporada. El acceso se distribuyó entre las 4 mejores ligas del sistema de ligas de fútbol de Inglaterra. Durante las dos primeras rondas, el sorteo se segmentó en clubes del norte y del sur.
A diferencia de temporadas anteriores, en la primera ronda, participarán todos los equipos de la Championship, de la League One y la League Two.
En la siguiente ronda, entrarán los equipos de la Premier League que no participaron de la Champions League, de la Europa League o de la Europa Conference League.
Arsenal, Aston Villa, Brighton & Hove Albion, Liverpool, Manchester City, Manchester United, Newcastle United y West Ham United recibieron pases para la tercera ronda por su participación en competiciones europeas.
|                              | Equipos que entran en esta ronda                                                                        | Equipos que pasan de la ronda anterior | Número de partidos |
| ---------------------------- | --- | -------------------------------------- | ------------------ |
| Primera ronda (72 equipos)   | - 24 equipos de la EFL League Two - 24 equipos de la EFL League One - 24 equipos de la EFL Championship | - N/A                                  | 36                 |
| Segunda ronda (48 equipos)   | - 12 equipos de Premier League (no involucrados en competiciones europeas)                              | - 36 ganadores de la primera ronda     | 24                 |
| Tercera ronda (32 equipos)   | - 8 equipos de Premier League (involucrados en competiciones europeas)                                  | - 24 ganadores de la segunda ronda     | 16                 |
| Cuarta ronda (16 equipos)    | | - 16 ganadores de la tercera ronda     | 8                  |
| Cuartos de final (8 equipos) | | - 8 ganadores de la cuarta ronda       | 4                  |
| Semifinal (4 equipos)        | | - 4 ganadores de la quinta ronda       | 2                  |
| Final (2 equipos)            | | - 2 ganadores de la semifinal          | 1                  |

## Primera ronda
Un total de 72 clubes jugaron la primera ronda: 24 de la League Two (cuarta división), 24 de la League One (tercera división) y 24 de la Championship (segunda división). El sorteo para esta ronda se dividió en una base regional geográfica entre sección norte y sección sur. Los equipos fueron emparejados con otro de la misma sección. Los partidos se jugaron el 8, 9 y 16 de agosto.
| Equipo 1            | Resultado    | Equipo 2             |
| ------------------- | ------------ | -------------------- |
| Huddersfield Town   | 2–3          | Middlesbrough        |
| Mansfield Town      | 2–0          | Grimsby Town         |
| Accrington Stanley  | 1–1 (1–4 p.) | Bradford City        |
| Barnsley            | 2–2 (6–7 p.) | Tranmere Rovers      |
| Blackburn Rovers    | 4–3          | Walsall              |
| Bolton Wanderers    | 1–0          | Barrow               |
| Derby County        | 0–2          | Blackpool            |
| Harrogate Town      | 1–0          | Carlisle United      |
| Hull City           | 1–2          | Doncaster Rovers     |
| Notts County        | 0–2          | Lincoln City         |
| Port Vale           | 3–2          | Fleetwood Town       |
| Preston North End   | 2–2 (2–4 p.) | Salford City         |
| Rotherham United    | 1–1 (4–2 p.) | Morecambe            |
| Sheffield Wednesday | 1–1 (4–1 p.) | Stockport County     |
| Stoke City          | 2–1          | West Bromwich Albion |
| Sunderland          | 1–1 (3–5 p.) | Crewe Alexandra      |
| Wrexham             | 0–0 (4–2 p.) | Wigan Athletic       |
| Leeds United        | 2–1          | Shrewsbury Town      |
| Burton Albion       | 0–2          | Leicester City       |

| Equipo 1            | Resultado    | Equipo 2          |
| ------------------- | ------------ | ----------------- |
| Newport County      | 3–1          | Charlton Athletic |
| Peterborough United | 1–1 (4–1 p.) | Swindon Town      |
| Swansea City        | 3–0          | Northampton Town  |
| Cheltenham Town     | 0–2          | Birmingham City   |
| Exeter City         | 2–1          | Crawley Town      |
| Forest Green Rovers | 1–3          | Portsmouth        |
| Gillingham          | 3–1          | Southampton       |
| Milton Keynes Dons  | 0–2          | Wycombe Wanderers |
| Millwall            | 0–4          | Reading           |
| Plymouth Argyle     | 2–0          | Leyton Orient     |
| Stevenage           | 1–1 (4–3 p.) | Watford           |
| Sutton United       | 2–2 (6–5 p.) | Cambridge United  |
| AFC Wimbledon       | 2–1          | Coventry City     |
| Bristol City        | 5–1          | Oxford United     |
| Cardiff City        | 2–2 (3–0 p.) | Colchester United |
| Ipswich Town        | 2–0          | Bristol Rovers    |
| Queens Park Rangers | 0–1          | Norwich City      |

## Segunda ronda
Un total de 48 clubes jugaron la segunda ronda: 36 ganadores de la primera ronda y 12 de la primera división (no involucrados en competiciones europeas). El sorteo para esta ronda se dividió en una base regional geográfica entre sección norte y sección sur. Los equipos fueron emparejados con otro de la misma sección. Los partidos se jugaron entre el 29 y 30 de agosto.
| Equipo 1                | Resultado    | Equipo 2         |
| ----------------------- | ------------ | ---------------- |
| Bolton Wanderers        | 1–3          | Middlesbrough    |
| Port Vale               | 0–0 (2–0 p.) | Crewe Alexandra  |
| Sheffield Wednesday     | 1–1 (4–5 p.) | Mansfield Town   |
| Stoke City              | 6–1          | Rotherham United |
| Tranmere Rovers         | 0–2          | Leicester City   |
| Wolverhampton Wanderers | 5–0          | Blackpool        |
| Wrexham                 | 1–1 (3–4 p.) | Bradford City    |
| Salford City            | 1–1 (9–8 p.) | Leeds United     |
| Harrogate Town          | 0–8          | Blackburn Rovers |
| Nottingham Forest       | 0–1          | Burnley          |
| Sheffield United        | 0–0 (2–3 p.) | Lincoln City     |
| Doncaster Rovers        | 1–2          | Everton          |

| Equipo 1          | Resultado    | Equipo 2            |
| ----------------- | ------------ | ------------------- |
| Swansea City      | 2–3          | Bournemoth          |
| Birmingham City   | 1–3          | Cardiff City        |
| Bristol City      | 0–1          | Norwich City        |
| Exeter City       | 1–1 (5–3 p.) | Stevenage           |
| Fulham            | 1–1 (5–3 p.) | Tottenham Hotspur   |
| Luton Town        | 3–2          | Gillingham          |
| Newport County    | 1–1 (0–3 p.) | Brentford           |
| Plymouth Argyle   | 2–4          | Crystal Palace      |
| Portsmouth        | 1–1 (4–5 p.) | Peterborough United |
| Wycombe Wanderers | 0–1          | Sutton United       |
| Reading           | 2–2 (1–3 p.) | Ipswich Town        |
| Chelsea           | 2–1          | AFC Wimbledon       |

## Tercera ronda
Un total de 32 equipos jugaron en la tercera ronda. Arsenal, Aston Villa, Brighton & Hove Albion, Liverpool, Manchester City, Manchester United, Newcastle United y West Ham United entraron en esta ronda debido a su participación en la Liga de Campeones, la Liga Europa y la Liga Europa Conferencia. Los partidos se realizaron el 26 y 27 de septiembre de 2023.
| Equipo 1          | Resultado    | Equipo 2                |
| ----------------- | ------------ | ----------------------- |
| Bradford City     | 0–2          | Middlesbrough           |
| Exeter City       | 1–0          | Luton Town              |
| Ipswich Town      | 3–2          | Wolverhampton Wanderers |
| Mansfield Town    | 2–2 (3–1 p.) | Peterborough United     |
| Port Vale         | 2–1          | Sutton United           |
| Salford City      | 0–4          | Burnley                 |
| Manchester United | 3–0          | Crystal Palace          |
| Aston Villa       | 1–2          | Everton                 |
| Blackburn Rovers  | 5–2          | Cardiff City            |
| Bournemouth       | 2–0          | Stoke City              |
| Brentford         | 0–1          | Arsenal                 |
| Chelsea           | 1–0          | Brighton & Hove Albion  |
| Fulham            | 2–1          | Norwich City            |
| Lincoln City      | 0–1          | West Ham United         |
| Liverpool         | 3–1          | Leicester City          |
| Newcastle United  | 1–0          | Manchester City         |

## Fase final

### Cuadro de desarrollo
|  | Octavos de final               | Octavos de final               | Octavos de final               |                  |           | Cuartos de final     | Cuartos de final     | Cuartos de final     |  |               | Semifinales                                     | Semifinales                                     | Semifinales                                     | Semifinales                                     | Semifinales                                     |  |         | Final                 | Final                 | Final                 |  |
|  | 31 de octubre y 1 de noviembre | 31 de octubre y 1 de noviembre | 31 de octubre y 1 de noviembre |                  |           | 19 y 20 de diciembre | 19 y 20 de diciembre | 19 y 20 de diciembre |  |               | 9 y 10 de enero (ida) 23 y 24 de enero (vuelta) | 9 y 10 de enero (ida) 23 y 24 de enero (vuelta) | 9 y 10 de enero (ida) 23 y 24 de enero (vuelta) | 9 y 10 de enero (ida) 23 y 24 de enero (vuelta) | 9 y 10 de enero (ida) 23 y 24 de enero (vuelta) |  |         | 25 de febrero de 2024 | 25 de febrero de 2024 | 25 de febrero de 2024 |  |
|  |                                |                                |                                |                  |           |                      |                      |                      |  |               |                                                 |                                                 |                                                 |                                                 |                                                 |  |         |                       |                       |                       |  |
|  |                                |                                |                                |                  |           |                      |                      |                      |  |               |                                                 |                                                 |                                                 |                                                 |                                                 |  |         |                       |                       |                       |  |
|  | Mansfield Town                 | Mansfield Town                 | 0                              |                  |           |                      |                      |                      |  |               |                                                 |                                                 |                                                 |                                                 |                                                 |  |         |                       |                       |                       |  |
|  | Mansfield Town                 | Mansfield Town                 | 0                              |                  |           |                      |                      |                      |  |               |                                                 |                                                 |                                                 |                                                 |                                                 |  |         |                       |                       |                       |  |
|  | Port Vale                      | Port Vale                      | 1                              |                  |           |                      |                      |                      |  |               |                                                 |                                                 |                                                 |                                                 |                                                 |  |         |                       |                       |                       |  |
|  | Port Vale                      | Port Vale                      | 1                              |                  | Port Vale | Port Vale            | 0                    |                      |  |               |                                                 |                                                 |                                                 |                                                 |                                                 |  |         |                       |                       |                       |  |
|  |                                |                                |                                |                  | Port Vale | Port Vale            | 0                    |                      |  |               |                                                 |                                                 |                                                 |                                                 |                                                 |  |         |                       |                       |                       |  |
|  |                                |                                | Middlesbrough                  | Middlesbrough    | 3         |                      |                      |                      |  |               |                                                 |                                                 |                                                 |                                                 |                                                 |  |         |                       |                       |                       |  |
|  | Exeter City                    | Exeter City                    | Middlesbrough                  | Middlesbrough    | 3         | 2                    |                      |                      |  |               |                                                 |                                                 |                                                 |                                                 |                                                 |  |         |                       |                       |                       |  |
|  | Exeter City                    | Exeter City                    |                                |                  |           |                      |                      |                      |  |               |                                                 |                                                 |                                                 |                                                 |                                                 |  |         |                       |                       |                       |  |
|  | Middlesbrough                  | Middlesbrough                  | 3                              |                  |           |                      |                      |                      |  |               |                                                 |                                                 |                                                 |                                                 |                                                 |  |         |                       |                       |                       |  |
|  | Middlesbrough                  | Middlesbrough                  | 3                              |                  |           |                      |                      |                      |  | Middlesbrough | Middlesbrough                                   | 1                                               | 1                                               | 2                                               |                                                 |  |         |                       |                       |                       |  |
|  |                                |                                |                                |                  |           |                      |                      |                      |  | Middlesbrough | Middlesbrough                                   | 1                                               | 1                                               | 2                                               |                                                 |  |         |                       |                       |                       |  |
|  |                                |                                | Chelsea                        | Chelsea          | 0         | 6                    | 6                    |                      |  |               |                                                 |                                                 |                                                 |                                                 |                                                 |  |         |                       |                       |                       |  |
|  | Chelsea                        | Chelsea                        | Chelsea                        | Chelsea          | 0         | 6                    | 6                    | 2                    |  |               |                                                 |                                                 |                                                 |                                                 |                                                 |  |         |                       |                       |                       |  |
|  | Chelsea                        | Chelsea                        |                                |                  |           |                      |                      | 2                    |  |               |                                                 |                                                 |                                                 |                                                 |                                                 |  |         |                       |                       |                       |  |
|  | Blackburn Rovers               | Blackburn Rovers               | 0                              |                  |           |                      |                      |                      |  |               |                                                 |                                                 |                                                 |                                                 |                                                 |  |         |                       |                       |                       |  |
|  | Blackburn Rovers               | Blackburn Rovers               | 0                              |                  | Chelsea   | Chelsea              | 1 (4)                |                      |  |               |                                                 |                                                 |                                                 |                                                 |                                                 |  |         |                       |                       |                       |  |
|  |                                |                                |                                |                  | Chelsea   | Chelsea              | 1 (4)                |                      |  |               |                                                 |                                                 |                                                 |                                                 |                                                 |  |         |                       |                       |                       |  |
|  |                                |                                | Newcastle United               | Newcastle United | 1 (2)     |                      |                      |                      |  |               |                                                 |                                                 |                                                 |                                                 |                                                 |  |         |                       |                       |                       |  |
|  | Manchester United              | Manchester United              | Newcastle United               | Newcastle United | 1 (2)     | 0                    |                      |                      |  |               |                                                 |                                                 |                                                 |                                                 |                                                 |  |         |                       |                       |                       |  |
|  | Manchester United              | Manchester United              |                                |                  |           |                      |                      |                      |  |               |                                                 |                                                 |                                                 |                                                 |                                                 |  |         |                       |                       |                       |  |
|  | Newcastle United               | Newcastle United               | 3                              |                  |           |                      |                      |                      |  |               |                                                 |                                                 |                                                 |                                                 |                                                 |  |         |                       |                       |                       |  |
|  | Newcastle United               | Newcastle United               | 3                              |                  |           |                      |                      |                      |  |               |                                                 |                                                 |                                                 |                                                 |                                                 |  | Chelsea | Chelsea               | 0                     |                       |  |
|  |                                |                                |                                |                  |           |                      |                      |                      |  |               |                                                 |                                                 |                                                 |                                                 |                                                 |  | Chelsea | Chelsea               | 0                     |                       |  |
|  |                                |                                | Liverpool                      | Liverpool        | 1         |                      |                      |                      |  |               |                                                 |                                                 |                                                 |                                                 |                                                 |  |         |                       |                       |                       |  |
|  | Bournemouth                    | Bournemouth                    | Liverpool                      | Liverpool        | 1         | 1                    |                      |                      |  |               |                                                 |                                                 |                                                 |                                                 |                                                 |  |         |                       |                       |                       |  |
|  | Bournemouth                    | Bournemouth                    |                                |                  |           |                      |                      |                      |  |               |                                                 |                                                 |                                                 |                                                 |                                                 |  |         |                       |                       |                       |  |
|  | Liverpool                      | Liverpool                      | 2                              |                  |           |                      |                      |                      |  |               |                                                 |                                                 |                                                 |                                                 |                                                 |  |         |                       |                       |                       |  |
|  | Liverpool                      | Liverpool                      | 2                              |                  | Liverpool | Liverpool            | 5                    |                      |  |               |                                                 |                                                 |                                                 |                                                 |                                                 |  |         |                       |                       |                       |  |
|  |                                |                                |                                |                  | Liverpool | Liverpool            | 5                    |                      |  |               |                                                 |                                                 |                                                 |                                                 |                                                 |  |         |                       |                       |                       |  |
|  |                                |                                | West Ham United                | West Ham United  | 1         |                      |                      |                      |  |               |                                                 |                                                 |                                                 |                                                 |                                                 |  |         |                       |                       |                       |  |
|  | West Ham United                | West Ham United                | West Ham United                | West Ham United  | 1         | 3                    |                      |                      |  |               |                                                 |                                                 |                                                 |                                                 |                                                 |  |         |                       |                       |                       |  |
|  | West Ham United                | West Ham United                |                                |                  |           |                      |                      |                      |  |               |                                                 |                                                 |                                                 |                                                 |                                                 |  |         |                       |                       |                       |  |
|  | Arsenal                        | Arsenal                        | 1                              |                  |           |                      |                      |                      |  |               |                                                 |                                                 |                                                 |                                                 |                                                 |  |         |                       |                       |                       |  |
|  | Arsenal                        | Arsenal                        | 1                              |                  |           |                      |                      |                      |  | Liverpool     | Liverpool                                       | 2                                               | 1                                               | 3                                               |                                                 |  |         |                       |                       |                       |  |
|  |                                |                                |                                |                  |           |                      |                      |                      |  | Liverpool     | Liverpool                                       | 2                                               | 1                                               | 3                                               |                                                 |  |         |                       |                       |                       |  |
|  |                                |                                | Fulham                         | Fulham           | 1         | 1                    | 2                    |                      |  |               |                                                 |                                                 |                                                 |                                                 |                                                 |  |         |                       |                       |                       |  |
|  | Everton                        | Everton                        | Fulham                         | Fulham           | 1         | 1                    | 2                    | 3                    |  |               |                                                 |                                                 |                                                 |                                                 |                                                 |  |         |                       |                       |                       |  |
|  | Everton                        | Everton                        |                                |                  |           |                      |                      | 3                    |  |               |                                                 |                                                 |                                                 |                                                 |                                                 |  |         |                       |                       |                       |  |
|  | Burnley                        | Burnley                        | 0                              |                  |           |                      |                      |                      |  |               |                                                 |                                                 |                                                 |                                                 |                                                 |  |         |                       |                       |                       |  |
|  | Burnley                        | Burnley                        | 0                              |                  | Everton   | Everton              | 1 (6)                |                      |  |               |                                                 |                                                 |                                                 |                                                 |                                                 |  |         |                       |                       |                       |  |
|  |                                |                                |                                |                  | Everton   | Everton              | 1 (6)                |                      |  |               |                                                 |                                                 |                                                 |                                                 |                                                 |  |         |                       |                       |                       |  |
|  |                                |                                | Fulham                         | Fulham           | 1 (7)     |                      |                      |                      |  |               |                                                 |                                                 |                                                 |                                                 |                                                 |  |         |                       |                       |                       |  |
|  | Ipswich Town                   | Ipswich Town                   | Fulham                         | Fulham           | 1 (7)     | 1                    |                      |                      |  |               |                                                 |                                                 |                                                 |                                                 |                                                 |  |         |                       |                       |                       |  |
|  | Ipswich Town                   | Ipswich Town                   |                                |                  |           |                      |                      |                      |  |               |                                                 |                                                 |                                                 |                                                 |                                                 |  |         |                       |                       |                       |  |
|  | Fulham                         | Fulham                         | 3                              |                  |           |                      |                      |                      |  |               |                                                 |                                                 |                                                 |                                                 |                                                 |  |         |                       |                       |                       |  |
|  | Fulham                         | Fulham                         | 3                              |                  |           |                      |                      |                      |  |               |                                                 |                                                 |                                                 |                                                 |                                                 |  |         |                       |                       |                       |  |
|  |                                |                                |                                |                  |           |                      |                      |                      |  |               |                                                 |                                                 |                                                 |                                                 |                                                 |  |         |                       |                       |                       |  |

### Octavos de final
Un total de 16 equipos jugaron en la cuarta ronda. El Mansfield Town de la League Two es el equipo de división más baja de esta ronda. Los partidos se jugaron en la semana del 30 de octubre.
| Equipo 1          | Resultado | Equipo 2         |
| ----------------- | --------- | ---------------- |
| Exeter City       | 2–3       | Middlesbrough    |
| Mansfield Town    | 0–1       | Port Vale        |
| West Ham United   | 3–1       | Arsenal          |
| Bournemouth       | 1–2       | Liverpool        |
| Chelsea           | 2–0       | Blackburn Rovers |
| Everton           | 3–0       | Burnley          |
| Ipswich Town      | 1–3       | Fulham           |
| Manchester United | 0–3       | Newcastle United |

### Cuartos de final
Un total de 8 equipos jugaron en la quinta ronda, siendo el Port Vale de la League One el equipo de la división más baja. Los partidos se jugaron en la semana del 18 de diciembre.
| Equipo 1  | Resultado    | Equipo 2         |
| --------- | ------------ | ---------------- |
| Everton   | 1–1 (6–7 p.) | Fulham           |
| Port Vale | 0–3          | Middlesbrough    |
| Chelsea   | 1–1 (4–2 p.) | Newcastle United |
| Liverpool | 5–1          | West Ham United  |

### Semifinales
Un total de 4 equipos jugarán en la sexta ronda.
El Middlesbrough del Championship será el primer equipo no perteneciente a la Premier League en jugar una semifinal desde la temporada 2020-21. Cada enfrentamiento tendrá un partido de ida, que se disputó en la semana del 8 de enero de 2024, y de vuelta, en la semana del 21 de enero de 2024.
| Equipo 1      | Agr. | Equipo 2 | Ida | Vuelta |
| ------------- | ---- | -------- | --- | ------ |
| Middlesbrough | 2–6  | Chelsea  | 1–0 | 1–6    |
| Liverpool     | 3–2  | Fulham   | 2–1 | 1–1    |

### Final
La final se disputó el 25 de febrero de 2024 en Wembley.
| 25 de febrero de 2024 | Chelsea | 0–1 (t. s.) | Liverpool     | Estadio Wembley, Londres                                   |                                                            |
| 15:00 GMT             |         | Reporte     | Van Dijk 118' | Asistencia: 88 868 espectadores Árbitro(s): Chris Kavanagh | Asistencia: 88 868 espectadores Árbitro(s): Chris Kavanagh |

| 28    | POR   | Đorđe Petrović      |      |
| 27    | DEF   | Malo Gusto          |      |
| 2     | DEF   | Axel Disasi         |      |
| 26    | DEF   | Levi Colwill        |      |
| 21    | DEF   | Ben Chilwell        | 113' |
| 25    | MED   | Moisés Caicedo      |      |
| 8     | MED   | Enzo Fernández      |      |
| 20    | MED   | Cole Palmer         |      |
| 23    | MED   | Conor Gallagher     | 97'  |
| 7     | MED   | Raheem Sterling     | 67'  |
| 15    | DEL   | Nicolas Jackson     | 90'  |
| D. T. | D. T. | Mauricio Pochettino |      |

| 62    | POR   | Caoimhín Kelleher   |      |
| 84    | DEF   | Conor Bradley       | 72'  |
| 5     | DEF   | Ibrahima Konaté     | 105' |
| 4     | DEF   | Virgil van Dijk     |      |
| 26    | DEF   | Andy Robertson      | 87'  |
| 10    | MED   | Alexis Mac Allister | 87'  |
| 3     | MED   | Wataru Endō         |      |
| 38    | MED   | Ryan Gravenberch    | 28'  |
| 19    | DEL   | Harvey Elliott      |      |
| 18    | DEL   | Cody Gakpo          | 87'  |
| 7     | DEL   | Luis Díaz           |      |
| D. T. | D. T. | Jürgen Klopp        |      |

| 18 | DEL | Christopher Nkunku | 67'  |
| 10 | DEL | Mijailo Mudryk     | 90'  |
| 11 | DEL | Noni Madueke       | 97'  |
| 14 | DEF | Trevoh Chalobah    | 113' |

| 2  | DEF | Joe Gomez       | 28'  |
| 42 | MED | Bobby Clark     | 72'  |
| 21 | DEF | Kostas Tsimikas | 87'  |
| 53 | MED | James McConnell | 87'  |
| 76 | DEL | Jayden Danns    | 87'  |
| 78 | DEF | Jarell Quansah  | 105' |

| 118' | Virgil van Dijk | 0-1 |

| 45+3' · 120+2' | Ben Chilwell Cole Palmer |

| 45+3' · 81' · 82' · 107' · 120+3' | Conor Bradley Alexis Mac Allister Ibrahima Konaté James McConnell Joe Gomez |

| Principal  | Chris Kavanagh   |
| Asistentes | Mark Scholes     |
|            | James Mainwaring |
| Cuarto     | Tim Robinson     |
| Quinto     | Wade Smith       |

| VAR            | John Brooks |
| Asistentes VAR | Marc Perry  |

|  |                    |     |     |
|  | Tiros              | 19  | 24  |
|  | Tiros a puerta     | 9   | 11  |
|  | Faltas             | 14  | 21  |
|  | Saques de esquina  | 6   | 5   |
|  | Posesión del balón | 46% | 54% |

| 28    | POR   | Đorđe Petrović      |      |
| 27    | DEF   | Malo Gusto          |      |
| 2     | DEF   | Axel Disasi         |      |
| 26    | DEF   | Levi Colwill        |      |
| 21    | DEF   | Ben Chilwell        | 113' |
| 25    | MED   | Moisés Caicedo      |      |
| 8     | MED   | Enzo Fernández      |      |
| 20    | MED   | Cole Palmer         |      |
| 23    | MED   | Conor Gallagher     | 97'  |
| 7     | MED   | Raheem Sterling     | 67'  |
| 15    | DEL   | Nicolas Jackson     | 90'  |
| D. T. | D. T. | Mauricio Pochettino |      |

| 62    | POR   | Caoimhín Kelleher   |      |
| 84    | DEF   | Conor Bradley       | 72'  |
| 5     | DEF   | Ibrahima Konaté     | 105' |
| 4     | DEF   | Virgil van Dijk     |      |
| 26    | DEF   | Andy Robertson      | 87'  |
| 10    | MED   | Alexis Mac Allister | 87'  |
| 3     | MED   | Wataru Endō         |      |
| 38    | MED   | Ryan Gravenberch    | 28'  |
| 19    | DEL   | Harvey Elliott      |      |
| 18    | DEL   | Cody Gakpo          | 87'  |
| 7     | DEL   | Luis Díaz           |      |
| D. T. | D. T. | Jürgen Klopp        |      |

| 18 | DEL | Christopher Nkunku | 67'  |
| 10 | DEL | Mijailo Mudryk     | 90'  |
| 11 | DEL | Noni Madueke       | 97'  |
| 14 | DEF | Trevoh Chalobah    | 113' |

| 2  | DEF | Joe Gomez       | 28'  |
| 42 | MED | Bobby Clark     | 72'  |
| 21 | DEF | Kostas Tsimikas | 87'  |
| 53 | MED | James McConnell | 87'  |
| 76 | DEL | Jayden Danns    | 87'  |
| 78 | DEF | Jarell Quansah  | 105' |

| 118' | Virgil van Dijk | 0-1 |

| 45+3' · 120+2' | Ben Chilwell Cole Palmer |

| 45+3' · 81' · 82' · 107' · 120+3' | Conor Bradley Alexis Mac Allister Ibrahima Konaté James McConnell Joe Gomez |

| Principal  | Chris Kavanagh   |
| Asistentes | Mark Scholes     |
|            | James Mainwaring |
| Cuarto     | Tim Robinson     |
| Quinto     | Wade Smith       |

| VAR            | John Brooks |
| Asistentes VAR | Marc Perry  |

|  |                    |     |     |
|  | Tiros              | 19  | 24  |
|  | Tiros a puerta     | 9   | 11  |
|  | Faltas             | 14  | 21  |
|  | Saques de esquina  | 6   | 5   |
|  | Posesión del balón | 46% | 54% |

| 28    | POR   | Đorđe Petrović      |      |
| 27    | DEF   | Malo Gusto          |      |
| 2     | DEF   | Axel Disasi         |      |
| 26    | DEF   | Levi Colwill        |      |
| 21    | DEF   | Ben Chilwell        | 113' |
| 25    | MED   | Moisés Caicedo      |      |
| 8     | MED   | Enzo Fernández      |      |
| 20    | MED   | Cole Palmer         |      |
| 23    | MED   | Conor Gallagher     | 97'  |
| 7     | MED   | Raheem Sterling     | 67'  |
| 15    | DEL   | Nicolas Jackson     | 90'  |
| D. T. | D. T. | Mauricio Pochettino |      |

| 62    | POR   | Caoimhín Kelleher   |      |
| 84    | DEF   | Conor Bradley       | 72'  |
| 5     | DEF   | Ibrahima Konaté     | 105' |
| 4     | DEF   | Virgil van Dijk     |      |
| 26    | DEF   | Andy Robertson      | 87'  |
| 10    | MED   | Alexis Mac Allister | 87'  |
| 3     | MED   | Wataru Endō         |      |
| 38    | MED   | Ryan Gravenberch    | 28'  |
| 19    | DEL   | Harvey Elliott      |      |
| 18    | DEL   | Cody Gakpo          | 87'  |
| 7     | DEL   | Luis Díaz           |      |
| D. T. | D. T. | Jürgen Klopp        |      |

| 18 | DEL | Christopher Nkunku | 67'  |
| 10 | DEL | Mijailo Mudryk     | 90'  |
| 11 | DEL | Noni Madueke       | 97'  |
| 14 | DEF | Trevoh Chalobah    | 113' |

| 2  | DEF | Joe Gomez       | 28'  |
| 42 | MED | Bobby Clark     | 72'  |
| 21 | DEF | Kostas Tsimikas | 87'  |
| 53 | MED | James McConnell | 87'  |
| 76 | DEL | Jayden Danns    | 87'  |
| 78 | DEF | Jarell Quansah  | 105' |

| 118' | Virgil van Dijk | 0-1 |

| 45+3' · 120+2' | Ben Chilwell Cole Palmer |

| 45+3' · 81' · 82' · 107' · 120+3' | Conor Bradley Alexis Mac Allister Ibrahima Konaté James McConnell Joe Gomez |

| Principal  | Chris Kavanagh   |
| Asistentes | Mark Scholes     |
|            | James Mainwaring |
| Cuarto     | Tim Robinson     |
| Quinto     | Wade Smith       |

| VAR            | John Brooks |
| Asistentes VAR | Marc Perry  |

|  |                    |     |     |
|  | Tiros              | 19  | 24  |
|  | Tiros a puerta     | 9   | 11  |
|  | Faltas             | 14  | 21  |
|  | Saques de esquina  | 6   | 5   |
|  | Posesión del balón | 46% | 54% |

| 28    | POR   | Đorđe Petrović      |      |
| 27    | DEF   | Malo Gusto          |      |
| 2     | DEF   | Axel Disasi         |      |
| 26    | DEF   | Levi Colwill        |      |
| 21    | DEF   | Ben Chilwell        | 113' |
| 25    | MED   | Moisés Caicedo      |      |
| 8     | MED   | Enzo Fernández      |      |
| 20    | MED   | Cole Palmer         |      |
| 23    | MED   | Conor Gallagher     | 97'  |
| 7     | MED   | Raheem Sterling     | 67'  |
| 15    | DEL   | Nicolas Jackson     | 90'  |
| D. T. | D. T. | Mauricio Pochettino |      |

| 62    | POR   | Caoimhín Kelleher   |      |
| 84    | DEF   | Conor Bradley       | 72'  |
| 5     | DEF   | Ibrahima Konaté     | 105' |
| 4     | DEF   | Virgil van Dijk     |      |
| 26    | DEF   | Andy Robertson      | 87'  |
| 10    | MED   | Alexis Mac Allister | 87'  |
| 3     | MED   | Wataru Endō         |      |
| 38    | MED   | Ryan Gravenberch    | 28'  |
| 19    | DEL   | Harvey Elliott      |      |
| 18    | DEL   | Cody Gakpo          | 87'  |
| 7     | DEL   | Luis Díaz           |      |
| D. T. | D. T. | Jürgen Klopp        |      |

| 18 | DEL | Christopher Nkunku | 67'  |
| 10 | DEL | Mijailo Mudryk     | 90'  |
| 11 | DEL | Noni Madueke       | 97'  |
| 14 | DEF | Trevoh Chalobah    | 113' |

| 2  | DEF | Joe Gomez       | 28'  |
| 42 | MED | Bobby Clark     | 72'  |
| 21 | DEF | Kostas Tsimikas | 87'  |
| 53 | MED | James McConnell | 87'  |
| 76 | DEL | Jayden Danns    | 87'  |
| 78 | DEF | Jarell Quansah  | 105' |

| 118' | Virgil van Dijk | 0-1 |

| 45+3' · 120+2' | Ben Chilwell Cole Palmer |

| 45+3' · 81' · 82' · 107' · 120+3' | Conor Bradley Alexis Mac Allister Ibrahima Konaté James McConnell Joe Gomez |

| Principal  | Chris Kavanagh   |
| Asistentes | Mark Scholes     |
|            | James Mainwaring |
| Cuarto     | Tim Robinson     |
| Quinto     | Wade Smith       |

| VAR            | John Brooks |
| Asistentes VAR | Marc Perry  |

|  |                    |     |     |
|  | Tiros              | 19  | 24  |
|  | Tiros a puerta     | 9   | 11  |
|  | Faltas             | 14  | 21  |
|  | Saques de esquina  | 6   | 5   |
|  | Posesión del balón | 46% | 54% |

|                              |
| Bandera de Inglaterra        |
| Campeón Liverpool 10° título |

## Máximos goleadores
| Pos. | Futbolista           | Club             | Goles |
| ---- | -------------------- | ---------------- | ----- |
| 1    | Morgan Rogers        | Middlesbrough    | 5     |
| 2    | Cody Gakpo           | Liverpool        | 4     |
| 3    | John Buckley         | Blackburn Rovers | 3     |
| 3    | Kelvin Ehibhatiomhan | Reading          | 3     |
| 3    | Kion Etete           | Cardiff City     | 3     |
| 3    | Jake Garrett         | Blackburn Rovers | 3     |
| 3    | Curtis Jones         | Liverpool        | 3     |
| 3    | Jean-Philippe Mateta | Crystal Palace   | 3     |
| 3    | Ben Waine            | Plymouth Argyle  | 3     |